# Axel Heide
Axel Heide, född 19 mars 1861, död 3 oktober 1915, var en dansk finansman.
Heide stiftade 1895 Laane- og Diskontobanken, och var direktör för Privatbanken från 1897. Heide var en initiativrik nydanare inom Köpenhamns finansvärld. Hans krafter togs i anspråk för en mängd betydelsefulla transaktioner, bland annat för omorganisationen av spårvägsväsendet. Heide fick uppbära hård kritik för sin bankpolitik under finanskrisen 1908.

## Utmärkelser
- Riddare av Dannebrogorden,  1898[1]
- Förtjänstmedaljen i guld,  1899[1]
- Dannebrogsmännens hederstecken,  1904[1]

[Redigera Wikidata]